# Genetyllis bermudae
Genetyllis bermudae är en ringmaskart som först beskrevs av Addison Emery Verrill 1900.  Genetyllis bermudae ingår i släktet Genetyllis och familjen Phyllodocidae. Inga underarter finns listade i Catalogue of Life.